# Stegodyphus lineatus
Stegodyphus lineatus (Latreille, 1817) è un ragno appartenente alla famiglia Eresidae.

## Distribuzione
La specie è stata reperita in diverse località dell'Europa, specialmente nelle zone del Mar Mediterraneo come nell'Isola di Creta, in Sicilia o nella Costa del Sol spagnola, e della regione compresa fra l'Africa settentrionale ed il Tagikistan..

## Tassonomia
È la specie tipo del genere Eresus Walckenaer, 1805 di cui non sono stati esaminati esemplari di questa specie dal 2012.
Attualmente, a dicembre 2013, non sono note sottospecie.

## Comportamento
Lo Stegodyphus lineatus si trova in habitat desertici, soprattutto nel deserto del Negev in Israele e nei climi mediterranei secchi. Questi ragni costruiscono una ragnatela tra i ramoscelli, per lo più risiedendo in bassi arbusti spinosi, preferendo costruire in aree concentrate sulle prede: nel deserto, questo significa di solito essere vicino alla crescita di piante, che attirerebbero prede come gli insetti impollinatori. La ragnatela ha un diametro di circa 30 cm ed è attaccata a un rifugio fatto di seta e ricoperto di detriti e resti di cibo. Questo è una struttura a forma di cono lunga circa 5 cm, con un'entrata a un'estremità. 
I ragnetti si schiudono in questo rifugio venendo liberati dal bozzolo dalla madre e per poi essere da lei protetti per altre due settimane. Il comportamento di costruzione della ragnatela comporta un dispendio di tempo ed energia, ma offre un vantaggio nella capacità di catturare le prede. Il fissaggio e la costruzione delle ragnatele avvengono solo di notte, ma la cattura delle prede può avvenire di giorno o di notte. Sia i maschi che le femmine possono creare ragnatele per catturare le prede, ma i maschi possono lasciare la loro ragnatela in cerca di compagne. Questi possono essere trovati in primavera e sono noti per il presentare comportamento come l'infanticidio, in quanto uccidono la prole delle femmine già accoppiate:: questo comportamento presenta un vantaggio riproduttivo, in quanto le femmine sono in grado di deporre più di una covata, per cui l'infanticidio può offrire al maschio l'opportunità di accoppiarsi con la femmina. La prole di questa specie si caratterizza per essere matrifaga, cioè per mangia la propria madre una volta finito il periodo di cure parentali (fra i ragni, lo Stegodyphus lineatus è la specie dove meglio si è osservato e studiato questo comportamento). La madre inoltre, durante la covata, può produrre anche un gran numero di uova trofiche, che serviranno come alimento per la prole nelle prime settimane di vita e aumenteranno le possibilità di quest'ultima di sopravvivere, migliorandone la crescita.